# 假面騎士Stronger
《假面骑士Stronger》（日语：仮面ライダーストロンガー）為1975年（昭和50年）4月5日至同年12月27日期間，每週六晚上7.00~7.30由每日放送・TBS電視台播映，由东映制作的特摄英雄电视剧，为假面骑士系列第五部作品，共39集。

## 故事大纲
主角城茂，因好友沼田五郎被邪恶组织黑撒旦（ブラックサタン）抓進改造卻改造失敗而死，為了替好友報仇，接受了黑撒旦的電气人改造手术，而改造成假面骑士強人。而城茂成功在宣誓式之前逃脱了，并救出同时被进行改造手术的岬百合子（電波人塔克爾）。自此两人便与黑撒旦战斗，守护日本的和平。

## 登场人物／演员
- 城茂／假面骑士強人：荒木茂

·（香港配音：陳欣)
- 岬百合子／電波人塔克爾：岡田京子
- 立花藤兵衛、立木藤太郎博士：小林昭二
- 杉本：林家珍平
- 正木洋一郎：小笠原弘
- 本鄉猛／假面骑士1号：藤岡弘
- 一文字隼人／假面骑士2号：佐々木剛
- 风见志郎／假面骑士V3：宮内洋
- 结城丈二／騎士人：山口晓
- 神敬介／假面骑士X：速水亮
- 山本大介／假面骑士亞馬遜：岡崎徹

## 假面骑士強人
惡魔山基地中，城茂自願加入邪惡組織「黑撒旦」，並接受改造成為電氣人。想不到在宣誓式時，城茂突然發難進行反叛，展開挑戰邪惡的熱血故事。 獨特的獨角蟲造型，體內植有高性能發電裝置，可自由運用各種電氣攻擊，甚至還可藉由雷電補充能源。183 cm／78 kg 

### 假面骑士強人(充電型態)
「黑撒旦」瓦解之後，為了對抗更強的「特魯塞軍團」改造魔人，原黑撒旦的科學家「正木博士」以其超電子研究成果，對城茂進行肉體組織再改造手術，在高達90%失敗率的危險下，城茂終於獲得強化體。
充電強化後的強人，擁有一分鐘的戰力強化時間，能實施更高超的必殺技。 第31話登場。

## 電波人塔克爾
尤假面騎士強人救出的改造人之一
能力跟強人差不多但力量稍微較弱
因為也有露出部分臉部所以也被叫女版騎士人

## 黑撒旦

### 黑撒旦首領
黑撒旦大首領又名撒旦虫王是秘密組織黑撒旦的最高領導人，同時是修卡首領的馬甲。居住在只有撒旦吊墜才能打開的房間。在第26集強人從死亡雄師手中搶奪撒旦吊墜進入房間后現身。其原型是撒旦虫的。身體有類似蜘蛛脚的手臂左右各3根，共计6根。另外，在身体的中部，有一個人的头盖骨一样的脸。他對大干部泰坦以及死亡雄狮等直系干部有著絕對信任关系。但是，他對外来的干部影子将军始終抱有懷疑導致后來的叛亂。在遇見強人后感覺到影子將軍政變以及迪爾扎軍團到來，因此想使用瞬間移動逃跑，不過被強人預判到后殺死。

### 大干部
黑撒旦共有3位干部分別是獨眼/百目泰坦、影子將軍和死亡雄師。

#### 泰坦

##### 獨眼泰坦
獨眼泰坦初登場于第1集是秘密組織黑撒旦的第一任干部。其臉上有一顆巨大的眼球平日里穿著一幅紳士模樣的衣服以人類面貌示人。是存在于地底王国的魔王。對大首領非常忠誠。其手段心狠手辣，在第13集由于多次失敗導致大首領發出死亡威脅，因此派出烏賊奇械人吸引強人打算將兩人一同消滅。不料強人并未死亡便想和強人談判讓他停止阻礙黑撒旦，遭到拒絕后露出原形換上了適合戰斗的衣服對戰。起初他能夠壓制強人，不過被強人發現他怕水的弱點后被強人打入海中身亡。其體內有8万度的岩漿，在第13集為了戰胜強人決定接受強化手術讓其體內的岩漿上升至24万度。

##### 百目泰坦
百目泰坦是獨眼泰坦于第17集復活后的新身份。與獨眼形態不同的是外觀上增加了無數小眼睛。在第17集中，大首領設局讓城茂(強人)的血液流到獨眼泰坦的尸體上讓他復活。百目泰坦复活后認為影子將軍只是他的替代品所以影子將軍在他復活后應該離開因此与影子将军反目。双方互相拉扯后腿門，導致了计划一次次失败，最后为了与強人决一胜负，百目泰坦又一次进行了强化手术使体内流动的岩浆的温度上升到720万度，虽然得到了比原來還強大的力量，但肉体无法承受成为了破绽。之后，选择了自己的故乡地底王国和強人決戰并以強大的力量压倒了強人，但是在能量泄露的两肩上遭受了攻擊而无法战斗的，于是百目泰坦假装认输向強人握手时，企图拉住其跳入沸腾的岩浆谷底同歸于盡，但被強人解脱，最后百目泰坦留下了对黑撒旦忠诚的话，掉进岩浆谷底而死亡。

#### 影子將軍
影子將軍初登場于第14話是黑撒旦第2任干部。他在獨眼泰坦死亡后被黑撒旦大首領雇傭成大干部。他来自地狱世界，经常发动参与战争，所以经常负伤，也因此经常进行改造手术，导致皮肤成了苍白色血管外露的样子，不得不穿个覆盖全身的衣服防止与空气接触。影子將軍也是個討厭卑鄙的人，他喜歡用撲克牌來占卜，并且結果絕對正確。曾为被黑撒旦捕获的立花藤兵卫与岬百合子占卜，发现两人命不该绝之后果断偷偷放人。

## 德爾薩军团
影子將軍
鋼鉄参謀
老鷹師団長
凱特博士
頭骨少佐
岩石男爵
狼長官
隊長空白
蛇女
機械大元帥
磁石团長
盔甲騎士
德爾薩軍团戦闘員
『岩石大首領』
體內的獨眼宇宙生物自稱成歷代邪惡組織背後的首領。
宇宙生物並沒有直接對決而自爆。最終返回宇宙

## 特技演员
- 假面骑士強人：中屋敷铁也、新堀和男、中村文弥
- 電波人塔克爾：田京子、清田真妃
- 魔影將軍：河原崎洋夫
- 假面骑士1号：桥本春彦
- 騎士人：中村文弥
- 假面骑士亞馬遜：汤川泰男
- 岩石大首领：石塚信之

## 制作群
- 原作：石森章太郎
- 連載：テレビマガジン、たのしい幼稚園、テレビランド、冒険王
- 企画：平山亨、阿部征司
- 編劇：伊上勝、鈴木生朗、松岡清治、村山庄三、阿井文瓶、海堂肇
- 導演：塚田正熙、折田至、内田一作、山崎大助、加島昭、石森章太郎、山田稔
- 技鬥（武術指導）：高橋一俊、岡田勝
- 音樂：菊池俊輔
- 制作：毎日放送、東映
- 旁白：中江真司

## 電影版
- 《仮面ライダーストロンガー》

## 主题曲
- 《つっぱしれ!仮面ライダーストロンガー》 /《仮面ライダーストロンガーの歌》SCS-250
  - 作词：八手三郎/作曲：菊池俊輔
  - 歌：水木一郎

- 《今日もたたかうストロンガー》SCS-250
  - 作詞：八手三郎 / 作曲：菊池俊輔
  - 歌：子門真人、堀江美都子（第1-2話） / 水木一郎、堀江美都子（第3-31話）

- 《ストロンガーアクション》
  - 作词：石之森章太郎/作曲：菊池俊輔
  - 歌：水木一郎、堀江美都子